# Comté d'Ellis (Oklahoma)
Pour les articles homonymes, voir Comté d'Ellis et Ellis.
Le comté d'Ellis est un comté situé dans l'ouest de l'État de l'Oklahoma aux États-Unis. Le siège du comté est Arnett. Selon le recensement de 2000, sa population est de 4 075 habitants.

## Comtés adjacents
- Comté de Harper (nord)
- Comté de Woodward (est)
- Comté de Dewey (sud-est)
- Comté de Roger Mills (sud)
- Comté de Hemphill, Texas (sud-ouest)
- Comté de Lipscomb, Texas (ouest)
- Comté de Beaver (nord-ouest)

## Principales villes
- Arnett
- Fargo
- Gage
- Shattuck